# Ravna gora (geomorfologija)
Ravna gora je izolirano osamljeno brdo strmih, često okomitih padina i mala, relativno ravna sljemena. Ova vrsta uzvisina je viša od usamljenog strmog brda, visoravni ili inih reljefnih oblika stolna oblika. 
Ravna gora na morskom dnu zove se guyot, oblik podmorske planine.

## SAD
U nekim regijama SAD-a kao što su Srednji zapad SAD-a i Sjeverozapad SAD-a riječju butte nazivaju svako brdo. Na Zapadu i Jugozapadu služe se i riječju "mesa" (ravna gora) za svaku veću zemaljsku formaciju. 
Radi razlikovanja zemljopisni znanstvenici u SAD-u služe se pojednostavljenim pravilom da je ravna gora ("mesa") šireg sljemena od njene visine, dok je ustamljeno strmo brdo ("butte") sljemena koje je uže nego što je uzvisina visoka.

## Vanjske poveznice
- Feature Class Definition  Arhivirana inačica izvorne stranice od 27. lipnja 2021. (Wayback Machine), Informacijski sustav zemljopisnih imena, Američki geološki zavod, pristupljeno 15. siječnja 2017.